# Козеров
Козеров (нім. Koserow) — громада в Німеччині, розташована в землі Мекленбург-Передня Померанія. Входить до складу району Передня Померанія-Грайфсвальд. Складова частина об'єднання громад Узедом-Зюд.
Площа — 6,04 км2. Населення становить 1703 ос. (станом на 31 грудня 2020).

## Галерея

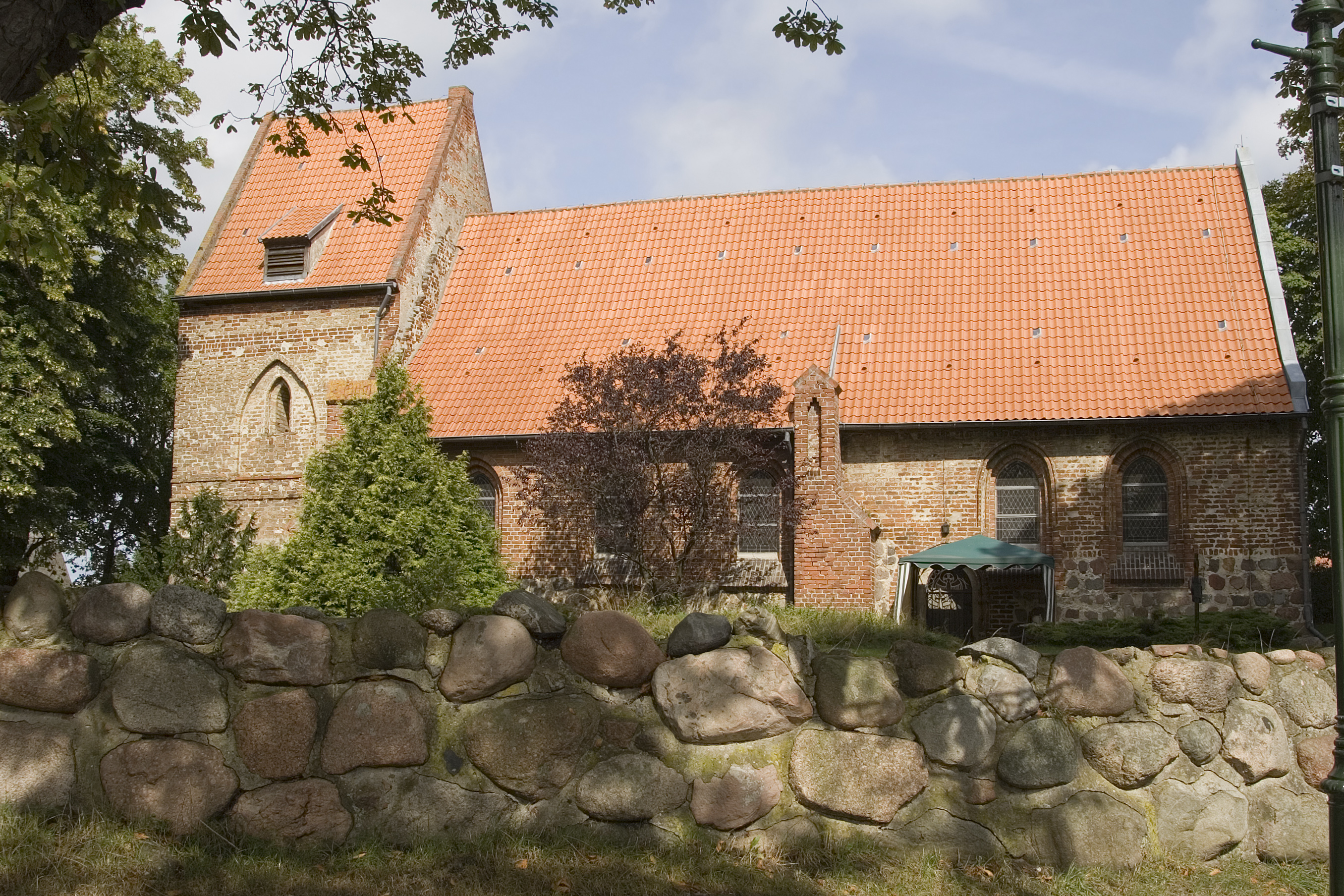
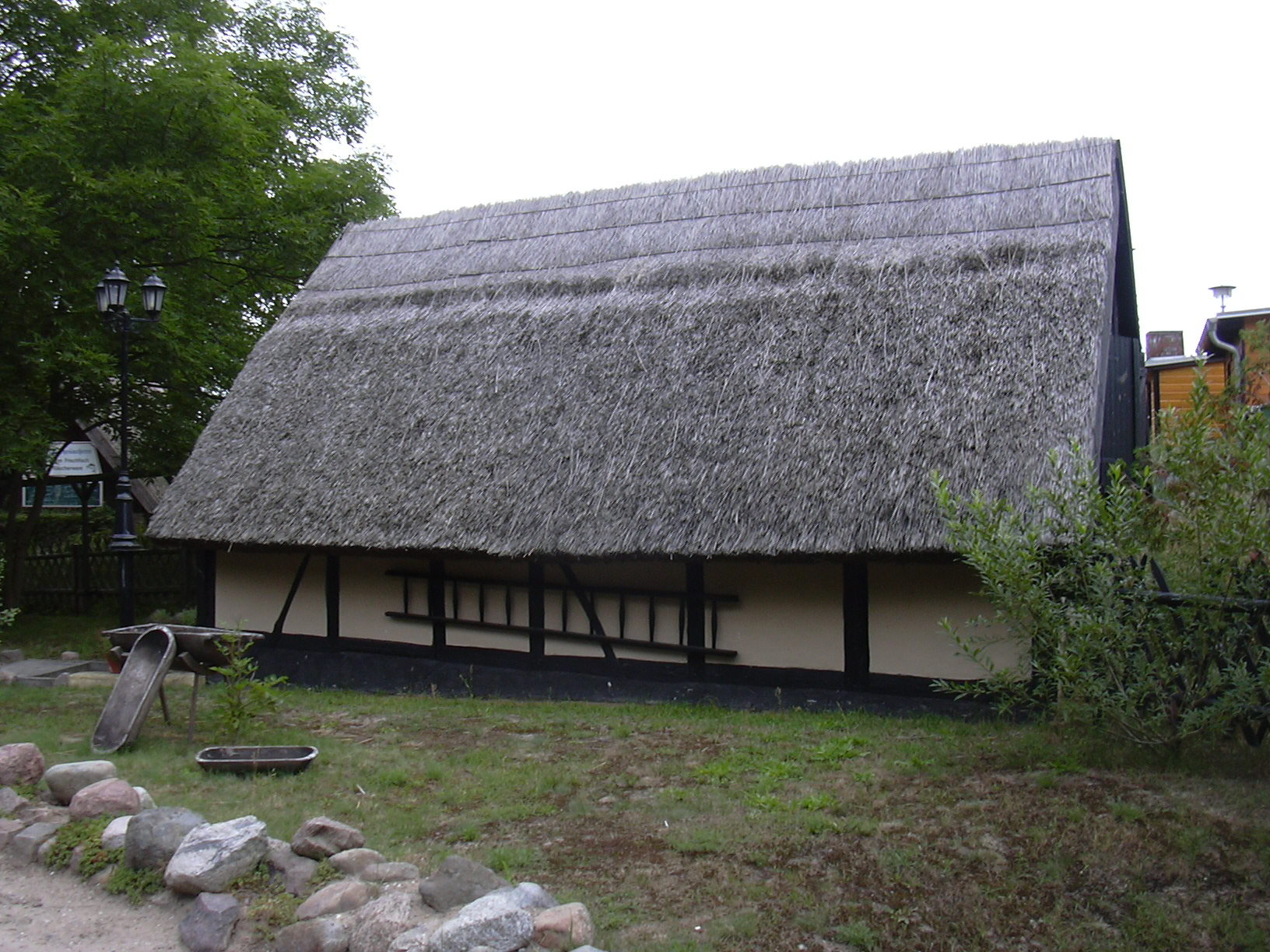
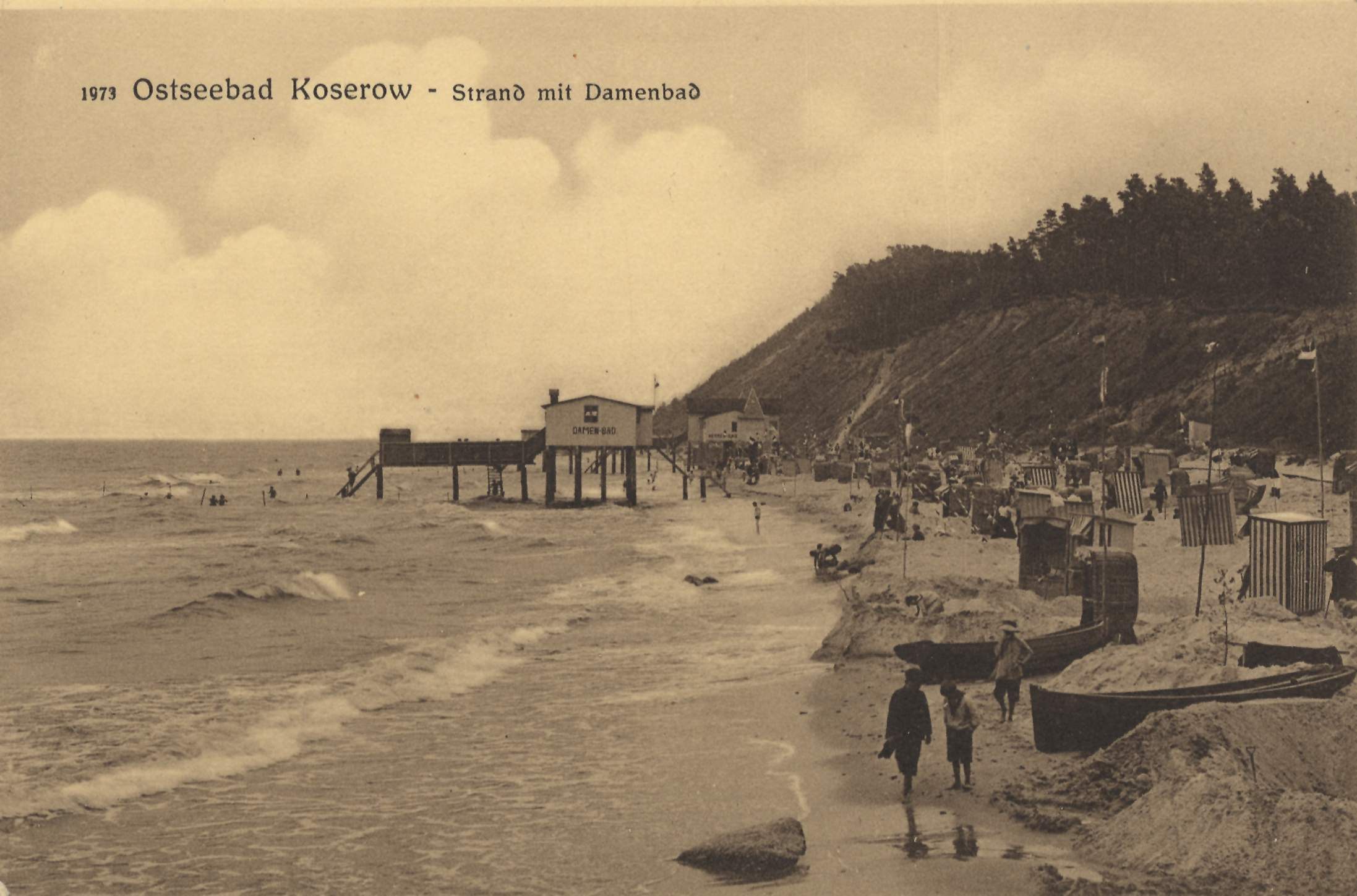
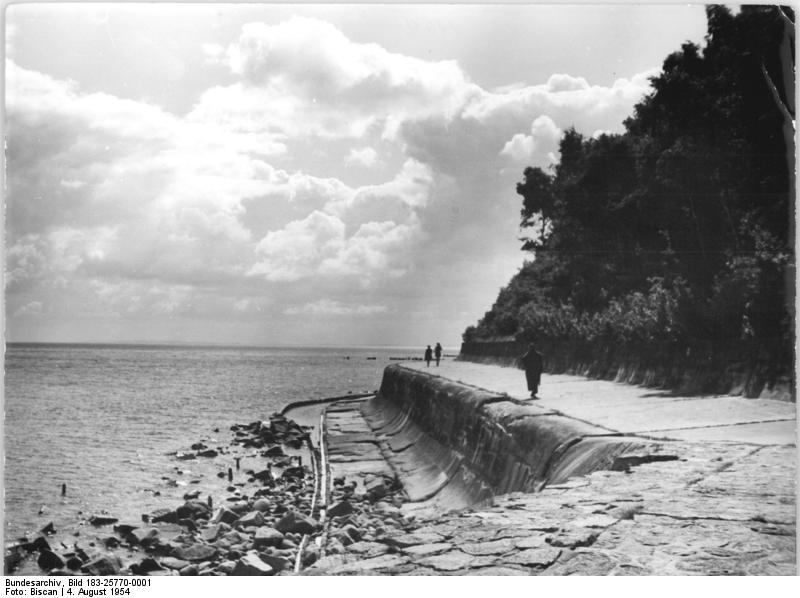
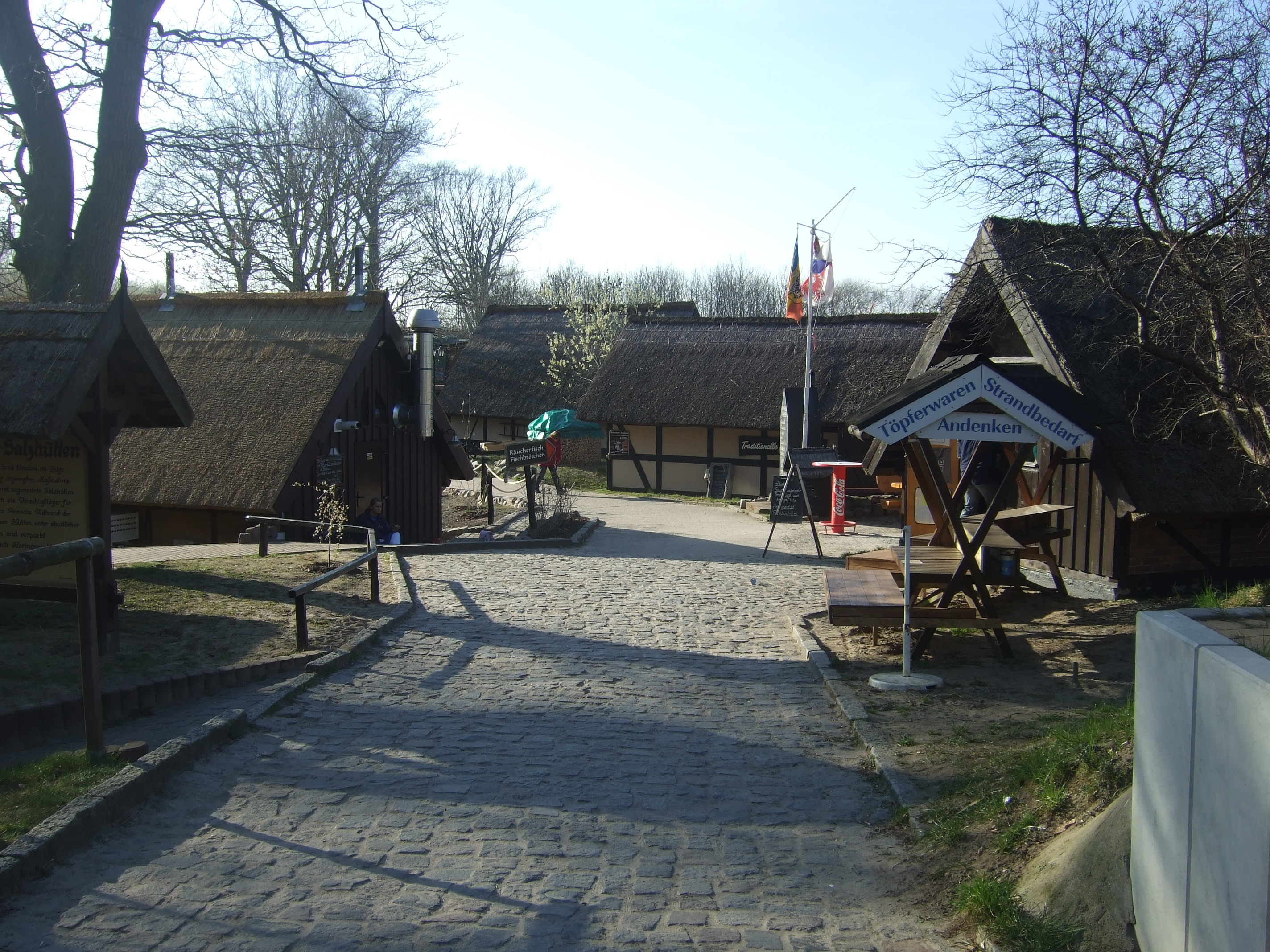